# Stéphane Guivarc'h
Stéphane Guivarc'h (Concarneau, 6 settembre 1970) è un ex calciatore francese, di ruolo attaccante. Con la nazionale francese è diventato campione del mondo nel 1998.

## Carriera

### Club
Di etnia bretone (come suggerisce il cognome celtico), iniziò la sua carriera professionistica nel Brest nel 1989 e, successivamente, militò nel Guingamp dal 1991 al 1995. Nella stagione 1995-1996 vinse il campionato con l'Auxerre e nel 1996 si trasferì al Rennes, dove diventò capocannoniere del campionato, prima di fare ritorno all'Auxerre.
Nel 1998 decise di tentare l'esperienza in Inghilterra al Newcastle, che lo acquistò per 3 milioni di sterline: voluto da Kenny Dalglish, giocò solo 4 partite segnando una rete al Liverpool, anche a causa dell'esonero del tecnico scozzese dopo appena due partite e l'arrivo dell'olandese Ruud Gullit sulla panchina dei Magpies. Accusato dalla stampa di non esser mai entrato nella condizione fisica per giocare, Guivarc'h si giustificò col fatto che «non rientrava nei piani di Gullit». In un sondaggio è stato votato come il peggior attaccante di sempre della Premier League.
Dopo una sola stagione si trasferì al Rangers Glasgow, con cui vinse campionato, Coppa di Scozia e Coppa di Lega. Nel 1999 tornò all'Auxerre, prima di chiudere la carriera nel Guingamp nella stagione 2001-2002.

### Nazionale
Con la Francia vanta 14 presenze e una rete (segnata al debutto assoluto in amichevole contro il Sudafrica); 6 presenze sono frutto della convocazione al vittorioso campionato del mondo 1998 nel quale, curiosamente, pur saltando una sola partita (la seconda del girone eliminatorio), non riuscì a mettere a segno alcuna rete.

## Statistiche

### Presenze e reti nei club
| Stagione        | Squadra         | Campionato      | Campionato | Campionato | Coppe nazionali | Coppe nazionali | Coppe nazionali | Coppe continentali | Coppe continentali | Coppe continentali | Altre coppe | Altre coppe | Altre coppe | Totale | Totale |
| Stagione        | Squadra         | Comp            | Pres       | Reti       | Comp            | Pres            | Reti            | Comp               | Pres               | Reti               | Comp        | Pres        | Reti        | Pres   | Reti   |
| --------------- | --------------- | --------------- | ---------- | ---------- | --------------- | --------------- | --------------- | ------------------ | ------------------ | ------------------ | ----------- | ----------- | ----------- | ------ | ------ |
| 1987-1988       | Brest 2         | D3              | 3          | 0          | -               | -               | -               | -                  | -                  | -                  | -           | -           | -           | 3      | 0      |
| 1990-1991       | Brest 2         | D3              | 23         | 14         | -               | -               | -               | -                  | -                  | -                  | -           | -           | -           | 23     | 14     |
| Totale Brest 2  | Totale Brest 2  | Totale Brest 2  | 26         | 14         |                 | 0               | 0               |                    | -                  | -                  |             | -           | -           | 26     | 14     |
| 1989-1990       | Brest           | D1              | 1          | 0          | CF              | 0               | 0               | -                  | -                  | -                  | -           | -           | -           | 1      | 0      |
| 1990-1991       | Brest           | D1              | 9          | 0          | CF              | 1               | 0               | -                  | -                  | -                  |             | -           | -           | 10     | 0      |
| lug.-dic. 1991  | Brest           | D2              | 6          | 2          | CF              | -               | -               | -                  | -                  | -                  | -           | -           | -           | 6      | 2      |
| Totale Brest    | Totale Brest    | Totale Brest    | 16         | 2          |                 | 1               | 0               |                    | -                  | -                  |             | -           | -           | 17     | 2      |
| dic. 1991-1992  | Guingamp        | D2              | 12         | 3          | CF              | 3               | 3               | -                  | -                  | -                  | -           | -           | -           | 15     | 6      |
| 1992-1993       | Guingamp        | D2              | 33         | 14         | CF              | 2               | 0               | -                  | -                  | -                  | -           | -           | -           | 35     | 14     |
| 1993-1994       | Guingamp        | D3              | 33         | 28         | CF              | 3               | 3               | -                  | -                  | -                  | -           | -           | -           | 36     | 31     |
| 1994-1995       | Guingamp        | D2              | 41         | 23         | CF+CdL          | 0+4             | 0+4             | -                  | -                  | -                  | -           | -           | -           | 45     | 27     |
| 1995-1996       | Auxerre         | D1              | 23         | 3          | CF+CdL          | 4+2             | 1+0             | CU                 | 2                  | 0                  | -           | -           | -           | 31     | 4      |
| 1996-1997       | Rennes          | D1              | 36         | 22         | CF+CdL          | 2+3             | 1+3             | Int                | 4                  | 4                  | -           | -           | -           | 45     | 30     |
| 1997-1998       | Auxerre         | D1              | 32         | 21         | CF+CdL          | 1+4             | 1+7             | Int+CU             | 8+8                | 10+7               | -           | -           | -           | 53     | 46     |
| giu.-nov. 1998  | Newcastle Utd   | PL              | 4          | 1          | FACup+CdL       | -               | -               | CdC                | 0                  | 0                  | -           | -           | -           | 4      | 1      |
| nov. 1998-1999  | Rangers         | SP              | 13         | 5          | CS+CdL          | 4+1             | 1+1             | CU                 | 0                  | 0                  | -           | -           | -           | 18     | 7      |
| 1999-2000       | Auxerre         | D1              | 32         | 14         | CF+CdL          | 0               | 0               | -                  | -                  | -                  | -           | -           | -           | 32     | 14     |
| 2000-2001       | Auxerre         | D1              | 28         | 11         | CF+CdL          | 1+1             | 1+0             | Int                | 6                  | 4                  | -           | -           | -           | 36     | 16     |
| Totale Auxerre  | Totale Auxerre  | Totale Auxerre  | 115        | 49         |                 | 13              | 10              |                    | 24                 | 21                 |             | -           | -           | 152    | 80     |
| 2001-2002       | Guingamp        | D1              | 11         | 1          | CF+CdL          | 1+0             | 0               | -                  | -                  | -                  | -           | -           | -           | 12     | 1      |
| Totale Guingamp | Totale Guingamp | Totale Guingamp | 130        | 69         |                 | 13              | 10              |                    | -                  | -                  |             | -           | -           | 143    | 79     |
| Totale Carriera | Totale Carriera | Totale Carriera | 340        | 162        |                 | 37              | 26              |                    | 28                 | 25                 |             | -           | -           | 405    | 213    |

### Cronologia presenze e reti in nazionale
| Cronologia completa delle presenze e delle reti in nazionale ― Francia | Cronologia completa delle presenze e delle reti in nazionale ― Francia | Cronologia completa delle presenze e delle reti in nazionale ― Francia | Cronologia completa delle presenze e delle reti in nazionale ― Francia | Cronologia completa delle presenze e delle reti in nazionale ― Francia | Cronologia completa delle presenze e delle reti in nazionale ― Francia | Cronologia completa delle presenze e delle reti in nazionale ― Francia | Cronologia completa delle presenze e delle reti in nazionale ― Francia |
| Data                                                                   | Città                                                                  | In casa                                                                | Risultato                                                              | Ospiti                                                                 | Competizione                                                           | Reti                                                                   | Note                                                                   |
| ---------------------------------------------------------------------- | ---------------------------------------------------------------------- | ---------------------------------------------------------------------- | ---------------------------------------------------------------------- | ---------------------------------------------------------------------- | ---------------------------------------------------------------------- | ---------------------------------------------------------------------- | ---------------------------------------------------------------------- |
| 11-10-1997                                                             | Lens                                                                   | Francia                                                                | 2 – 1                                                                  | Sudafrica                                                              | Amichevole                                                             | 1                                                                      |                                                                        |
| 12-11-1997                                                             | Saint-Denis                                                            | Francia                                                                | 2 – 1                                                                  | Scozia                                                                 | Amichevole                                                             | -                                                                      |                                                                        |
| 28-1-1998                                                              | Saint-Denis                                                            | Francia                                                                | 1 – 0                                                                  | Spagna                                                                 | Amichevole                                                             | -                                                                      | 74’                                                                    |
| 25-2-1998                                                              | Marsiglia                                                              | Francia                                                                | 3 – 3                                                                  | Norvegia                                                               | Amichevole                                                             | -                                                                      | 62’                                                                    |
| 25-3-1998                                                              | Mosca                                                                  | Russia                                                                 | 1 – 0                                                                  | Francia                                                                | Amichevole                                                             | -                                                                      |                                                                        |
| 27-5-1998                                                              | Bruxelles                                                              | Belgio                                                                 | 1 – 0                                                                  | Francia                                                                | Amichevole                                                             | -                                                                      |                                                                        |
| 5-6-1998                                                               | Helsinki                                                               | Finlandia                                                              | 0 – 1                                                                  | Francia                                                                | Amichevole                                                             | -                                                                      | 75’                                                                    |
| 12-6-1998                                                              | Marsiglia                                                              | Francia                                                                | 3 – 0                                                                  | Sudafrica                                                              | Mondiali 1998 - 1º turno                                               | -                                                                      | 35’                                                                    |
| 24-6-1998                                                              | Lione                                                                  | Danimarca                                                              | 1 – 2                                                                  | Francia                                                                | Mondiali 1998 - 1º turno                                               | -                                                                      | 86’                                                                    |
| 28-6-1998                                                              | Lens                                                                   | Francia                                                                | 1 – 0 gg                                                               | Paraguay                                                               | Mondiali 1998 - Ottavi di finale                                       | -                                                                      | 77’                                                                    |
| 3-7-1998                                                               | Saint-Denis                                                            | Italia                                                                 | 0 – 0 dts (3 – 4 dtr)                                                  | Francia                                                                | Mondiali 1998 - Quarti di finale                                       | -                                                                      | 53’ 65’                                                                |
| 8-7-1998                                                               | Saint-Denis                                                            | Francia                                                                | 2 – 1                                                                  | Croazia                                                                | Mondiali 1998 - Semifinale                                             | -                                                                      | 69’                                                                    |
| 12-7-1998                                                              | Saint-Denis                                                            | Brasile                                                                | 0 – 3                                                                  | Francia                                                                | Mondiali 1998 - Finale                                                 | -                                                                      | 66’                                                                    |
| 13-11-1999                                                             | Saint-Denis                                                            | Francia                                                                | 3 – 0                                                                  | Croazia                                                                | Amichevole                                                             | -                                                                      | 46’                                                                    |
| Totale                                                                 |                                                                        | Presenze                                                               | 14                                                                     |                                                                        | Reti                                                                   | 1                                                                      |                                                                        |

## Palmares

### Club
- Campionato francese: 1

Auxerre: 1995-1996
- Coppa di Francia: 1

Auxerre: 1995-1996
- Campionato scozzese: 1

Rangers Glasgow: 1998-1999
- Scottish League Cup: 1

Rangers Glasgow: 1998-1999
- Coppa di Scozia: 1

Rangers Glasgow: 1998-1999

### Nazionale
- Campionato mondiale: 1

Francia: 1998

### Individuale
- Capocannoniere della Ligue 1: 2

1996-1997 (22 gol), 1997-1998 (21 gol)
- Capocannoniere della Coppa UEFA: 1

1997-1998 (7 gol)
- Capocannoniere della Coupe de la Ligue: 2

1994-1995 (4 reti), 1997-1998 (7 reti)
- Capocannoniere del Coppa Intertoto UEFA: 1

1997 (10 reti)